# Chữ Gujarat
Chữ Gujarat (ગુજરાતી લિપિ Gujǎrātī Lipi) là một chữ abugida chủ yếu để viết tiếng Gujarat và tiếng Kutch. Đây là một dạng chữ Devanagari nổi bật nhất với vạch ngang bên trên chữ bị lược bỏ, thêm vào đó một số ký tự đã được biến đổi.
Chữ số trong chữ Gujarat cũng khác biệt so với trong các thứ chữ Devanagari khác.